# México e as armas de destruição em massa
México é um dos poucos países que tem capacidade técnica para a fabricação de armas nucleares. No entanto, renunciou a cima delas e se comprometeu a usar somente a sua tecnologia nuclear para fins pacíficos, na sequência do Tratado de Tlatelolco, em 1968. Na década de 70 o instituto nacional do México para a pesquisa nuclear avançou com sucesso à criação de urânio altamente enriquecido, que é usado em usinas nucleares e na construção de armas nucleares. No entanto, o país concordou em 2012 à rebaixar o urânio altamente enriquecido usado em suas usinas nucleares para urânio de baixo enriquecimento, o processo foi realizado com o apoio da Agência Internacional de Energia Atômica. Não se sabe se o México já criou ou possuiu armas nucleares ou de qualquer outro tipo de armas de destruição em massa.

## Energia nuclear no México através da história
O uso da energia nuclear no México não é algo novo. O país vem usando tecnologias, como raios-X desde o final do século XIX, a prova da utilização de várias radiações e radioisótopos para atividades médicas desde que existem na década de 20, prática que fortaleceu durante as próximas décadas, juntamente com o uso de cintilografias industriais. Dada a sua enorme importância, a investigação das ciências nucleares começou formalmente no final dos anos 40, com duas áreas de interesse: aplicações energéticas e não energéticas e no estudo das ciências nucleares.
A CNEN (Comissão Nacional de Energia Nuclear do México) iniciou nove programas: física nuclear, educação e formação, seminários, reatores, radioisótopos, aplicações industriais para a energia nuclear, agronomia, genética e proteção radiológica.
Durante os anos 60, o projeto científico mais relevante no país foi a construção do Centro Nuclear de Salazar no estado do México, teve início em 1964. 2 anos mais tarde, o centro já possuía um acelerador de partículas Tandem Van de Graaff e em 1968 um TRIGA Mark III. Em 1972, o CNEN mudou seu nome para ININ (Instituto Nacional de Energia Nuclear). No entanto, independentemente do novo nome, seu objetivo continua o mesmo até hoje.

## Postura oficial de armas nucleares
Em 1961, o governo mexicano argumentou que o uso de armas nucleares não pode ser justificado sob o direito à auto-defesa na Carta das Nações Unidas. 6 anos depois, o país iria assinar o Tratado de Tlatelolco em que o México e outros países latino-americanos concordaram em não fabricar armas nucleares e limitar a sua tecnologia nuclear apenas para fins pacíficos.
Em 2000, o México foi uma das 7 nações à lançar uma declaração "Para um Mundo Livre de Armas Nucleares: A Necessidade de uma Nova Agenda", chamando de novas medidas para implementar as disposições do Tratado de Não Proliferação de Armas Nucleares.
Em abril de 2010, o governo mexicano teria chegado a um acordo para entregar seu urânio altamente enriquecido para os Estados Unidos. Os Estados Unidos iriam ajudar a converter o urânio altamente enriquecido armazenado em instalações de pesquisa mexicanos em uma forma menos enriquecida e inadequada para armas, eliminando assim todo o urânio altamente enriquecido no México. Mais tarde em março de 2012 Rachel Maddow informou que tudo o urânio altamente enriquecido havia sido removido do México. No entanto, em outubro de 2010 o México assinou um contrato com o fornecedor de urânio russo Rosatom, a fim de fornecer urânio enriquecido para a usina nuclear mexicana Laguna Verde, que faz a afirmação de um país livre de urânio enriquecido completamente improvável.
Em 2012, o México foi admitido no Grupo de Fornecedores Nucleares (GFN) como um Estado observador, que os Estados Unidos afirmaram como uma conquista na prevenção da proliferação nuclear.